# رابرت موریس پیج
 رابرت موریس پیج (انگلیسی: Robert Morris Page؛ زاده ۲ ژوئن ۱۹۰۳ درگذشته ۱۵ مه ۱۹۹۲) یک فیزیک‌دان بود.